# Maciej Cierliński

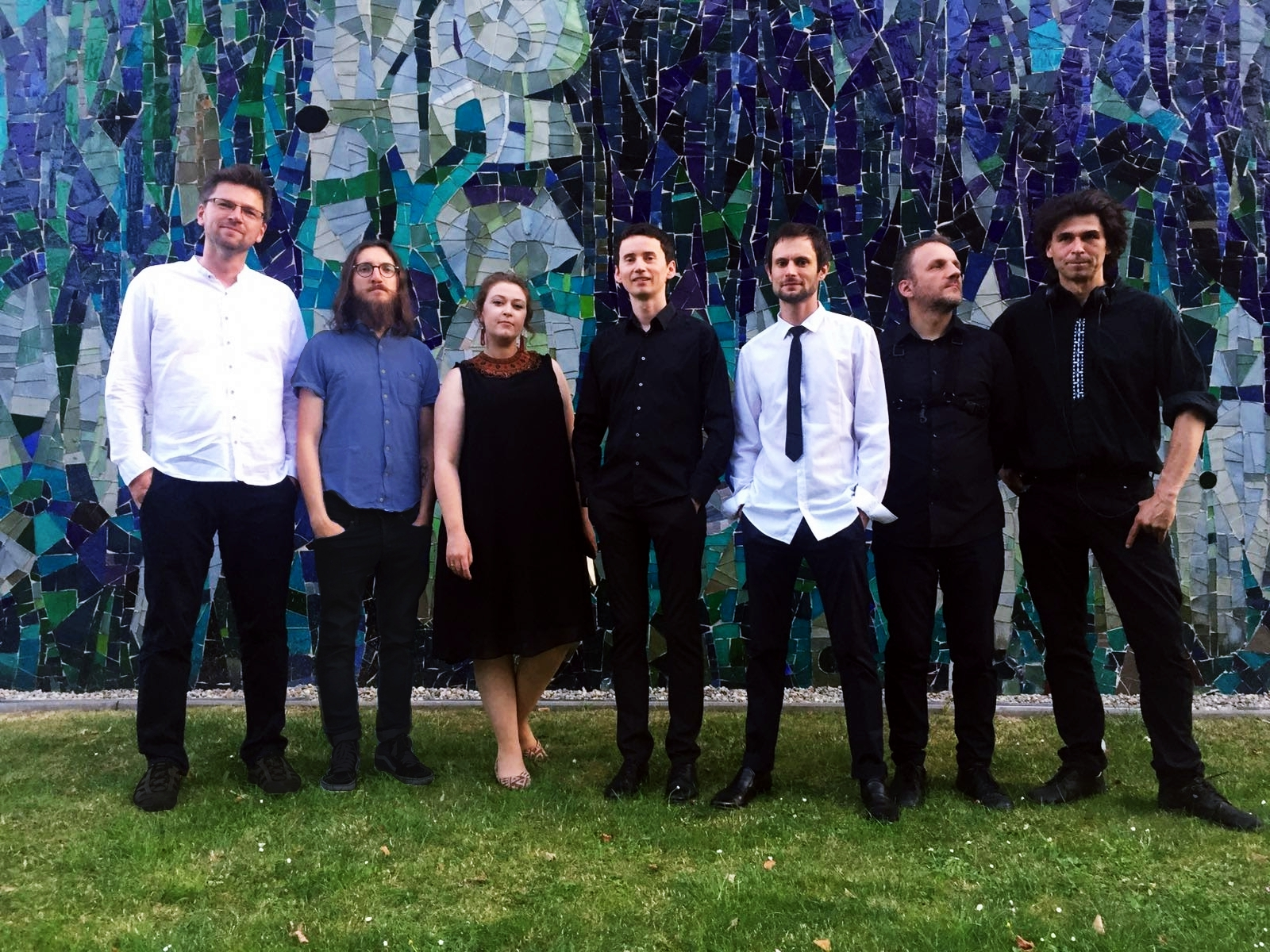
Maciej Cierliński (pierwszy z prawej) wraz z grupą Tołhaje. W środku Damian Kurasz

Maciej Cierliński – polski muzyk-eksperymentalista grający głównie na lirze korbowej, również na Oud, Barbat, sitarze oraz dudukach. Lider projektu muzycznego Maćko Korba, współtwórca, wraz z Tomaszem Zygmontem, projektu Lirnicy XXI w.. Współzałożyciel zespołów Yerba Mater, Stara Lipa. Członek zespołu Sláinte!, Tołhaje i Village Kollektiv.
W swojej karierze współpracował z wieloma czołowymi przedstawicielami kultury alternatywnej. W 2006 roku zaproszony został do współpracy z Tony Gatlifem (reżysera filmów Latcho Drom, Vengo, Exils) przy premierze filmu "Transylwania". Uczestniczył w wielu projektach muzycznych i teatralnych (Makata, Studnia O), od lat, wspólnie z Casimirem Potomskim oraz Anną Abramowicz prowadzi warsztaty muzyczne i taneczne dla dzieci i młodzieży. 
Stały współpracownik zespołów Kapela ze Wsi Warszawa, Eternal Tear, Swoją Drogą Trio. W sierpniu 2007, u boku Masala Sound System, wystąpił w Kostrzynie nad Odrą podczas XIII Przystanku Woodstock. Gościnnie wziął również udział w odbywającym się w Teatrze Roma koncercie zespołu rockowego Hey.

## Wybrana dyskografia
- (2001) Stara Lipa - Vivum
- (2002) Kapela ze Wsi Warszawa - Wiosna Ludu
- (2002) Eternal Tear - Embrion
- (2003) Yerba Mater - Meditation
- (2004) Eternal Tear - Inside
- (2004) Masala Sound System - Long play
- (2004) Yerba Mater - Raga Praga
- (2004) Slainte! - Space Edition
- (2005) Maćko Korba - Opowieść pół nocy
- (2006) Village Kollektiv - Motion Rootz Experimental 2006
- (2007) Hey - MTV Unplugged
- (2009) Apolonia Nowak & Swoją Drogą Trio - Pola, Folkers
- (2013) Hera with Hamid Drake - Seven Lines